# 莎拉·瓊斯
莎拉·瓊斯（英語：Sarah Jones，1983年7月17日—），是一位美國女演員。較知名作品有在FOX電視劇《罪惡島》中飾演偵探麗貝卡·馬德森和Apple TV+原創科幻太空劇《太空使命》中的翠西·史蒂文斯。

## 生平
出生在美國佛羅里達州的冬泉。

## 個人生活
在2010年到2013年，她曾與演員迪奧·羅西交往。瓊斯稱自己為女性主義者。

## 劇集
| 年份   | 片名                   | 角色                   | 出演集數                        |
| 2004年 | 《緊急醫療調查隊M.I.》 | 貝蓮達                 | 1季度的第9集「Little Girl」     |
| 2005年 | 《鐵證懸案》           | 1969年的伊利麥・考密克 | 2季度的第14集「情人節」         |
| 2005年 | 《Judging Amy》        | 娜塔莉·約翰遜          | 6季度的第17集「The New Normal」 |
| 2006年 | 《Huff》               | 莉雅                   | 有4集演出                       |
| 2006年 | 《“俏”Betty》          | 娜塔莉·韋特曼          | 1季度的第2集「大多數普通」      |
| 2006年 | 《Big Love》           | 布林                   | 有9集演出                       |
| 2007年 | 《The Wedding Bells》  | 薩米·貝爾              | 有4集演出                       |
| 2008年 | 《The Riches》         | 羅莎莉                 | 有3集演出                       |
| 2009年 | 《混亂之子》           | 波莉                   | 有6集演出                       |
| 2010年 | 《醫神》               | 香奈                   | 第6季度的第18集「決鬥」         |
| 2010年 | 《Lone Star》          | 麗貝卡·馬德森          | 有2集演出                       |
| 2011年 | 《火線警探》           | 潔米                   | 第2季度的第2集                  |
| 2011年 | 《罪惡島》             | 露碧嘉·馬德森/麥碧嘉   | 定期(初主演)                    |
| 2012年 | 《Vegas》              | 米雅·勞                | 定期                            |

## 電影
| 年份   | 片名                   | 角色          | 备注     |
| 2006年 | 《Sixty Minute Man》   | 卡美          |          |
| 2007年 | 《Murder 101》         | 丹雅          |          |
| 2007年 | 《Cain and Abel 》     | 珍妮花        |          |
| 2007年 | 《The Blue Hour》      | 年輕的埃塞爾  |          |
| 2007年 | 《Still Green》        | 凱莉          |          |
| 2008年 | 《Dead*Line》          | 溫迪          |          |
| 2009年 | 《Love Takes Wing》    | 貝琳達·辛普森 |          |
| 2009年 | 《Love Finds a Home》  | 貝琳達·歐文斯 |          |
| 2011年 | 《Red & Blue Marbles》 | 金            |          |
| 2011年 | 《2ND Take》           | 查理          |          |
| 2013年 | 《Return to Zero》     |               | 後期製作 |
| 2013年 | 《Mr. Jones》          |               |          |

## 外部連結
- Sarah Jones在互联网电影资料库（IMDb）上的資料（英文）

1. 1 2  Hal Boedeker. . Orlando Sentinel. 12 January 2012  [16 May 2012]. （原始内容存档于2018-07-10）.